# Ubojstva u Sijekovcu
Dana 26. i 27. ožujka 1992., Armija BiH, Hrvatske obrambene snage i vojska iz Hrvatske su ušle u Sijekovac, maleno selo kraj Bosanskog Broda, nakon čega je nastao sukob. Događaj ostaje proturječan i sporan, no sukob je rezultirao smrću otprilike 20, 47 ili 60 Srba. Motiv i uzrok napada ostaju upitni. Srpski izvori uglavnom tvrde da su hrvatsko-bošnjačke snage ubile civile i zapalili 50-ak kuća u selu bez ikakvog povoda. Ekshumacijama u Sijekovcu koje su se provodile dva tjedna 2004. godine otkriveno je 58 tijela srpskih žrtava, od kojih 18 su bila djeca. S druge strane, zasnovano na intervjuima očevidaca, Helsinki Watch navodi da nije mogao utvrditi navode o pokolju jer se radilo o oružanom sukobu između srpskih i hrvatsko-bošnjačkih vojnika, pri čemu je poginulo 20-ak vojnika, dok su civilne žrtve nastale slučajno, kada su se mještani našli između dvije sukobljene strane. Prema drugim izvorima, hrvatsko-bošnjačka ofenziva bila je odgovor na pokušaj srpske paravojske u zauzimanju savskog mosta koji vodi prema Hrvatskoj ili kao pokušaj vraćanja Bosanskog Broda u ustavno-pravni poredak Bosne i Hercegovine nakon što je to područje htjela prisvojiti Republika Srpska.
Sud u BiH je u svibnju 2014. osudio Zemira Kovačevića (HVO) za ubojstvo dvoje civila, te nehumano postupanje prema drugim civilima.

## Kontroverze i različita tumačenja
Ubojstva u Sijekovcu ostaju predmet proučavanja i kontroverzi. Cijeli sukob odigrao se nekoliko dana prije 1. travnja 1992., datuma kada je službeno počeo rat u BiH, pa ga srpski mediji često nazivaju "pokoljem u Sijekovcu". Prilikom suđenja na Međunarodnom sudu za ratne zločine počinjene na području bivše Jugoslavije (MKSJ), obrana Milomira Stakića i Momčila Krajišnika je uzela ubojstva u Sijekovcu kao dokaz da su rat prvi započeli Bošnjaci i Hrvati napadom na Srbe.
Prema nekim izjavama, stratište bosanskih Srba u BiH u Sijekovcu predmet je falsifikacija i prijevara: Petar Mrtalj, ratni načelnik tehničke službe 101. bosansko-brodske brigade, tvrdi da su na spomeniku 47 civilnih žrtava rata upisana i imena vojnika - stradalih u sukobima - ali i imena ljudi “koje su Srbi ubili 1996. godine, kad su se vratili iz Slavonskog Broda u Sijekovac”, među njima i imena Joze i Vasilja Bačića, koji su se vratili u Bosanski iz Slavonskog Broda 1996. godine, ali su mjesni Srbi ubili jer je navodno prešao na stranu Hrvata. I njihova su imena stavili na popis stradalih 26. ožujka 1992. Na spomeniku je i ime Save Ćerića, koji je također ubijen kad je rat završio.
Ivo Josipović, Sulejman Tihić i Milorad Dodik posjetili su 2010. groblje žrtava kako bi im odali počast.

## Poveznice
- Rat u Bosni i Hercegovini